# Fabio Amín
Fabio Raúl Amín Saleme (Lorica, 15 de octubre de 1976) es un economista y político colombiano. Entre 2014-2015 fue presidente de la Cámara de Representantes de Colombia. 

## Biografía
Nació en Lorica Córdoba, estudió economía en la Pontificia Universidad Javeriana e hizo su especialización en gobierno y magister de gestión pública en la misma universidad.
Debuta su carrera de política como secretario de despacho y hacienda en la alcaldía de Lorica, Entre 2004 hasta su renuncia en 2005 fue diputado de la Asamblea Departamental de Córdoba. Entre 2006-2018 fue miembro de la Cámara de Representantes por Córdoba, eligiendose en dos periodos consecutivos. En 2018 fue elegido como Senador de la República de Colombia y reelecto en 2022.